# Miasto Pag
Miasto Pag (chorw. Grad Pag) – jednostka administracyjna w Chorwacji, w żupanii zadarskiej. W 2011 roku liczyła 3846 mieszkańców.